# Петь (река)

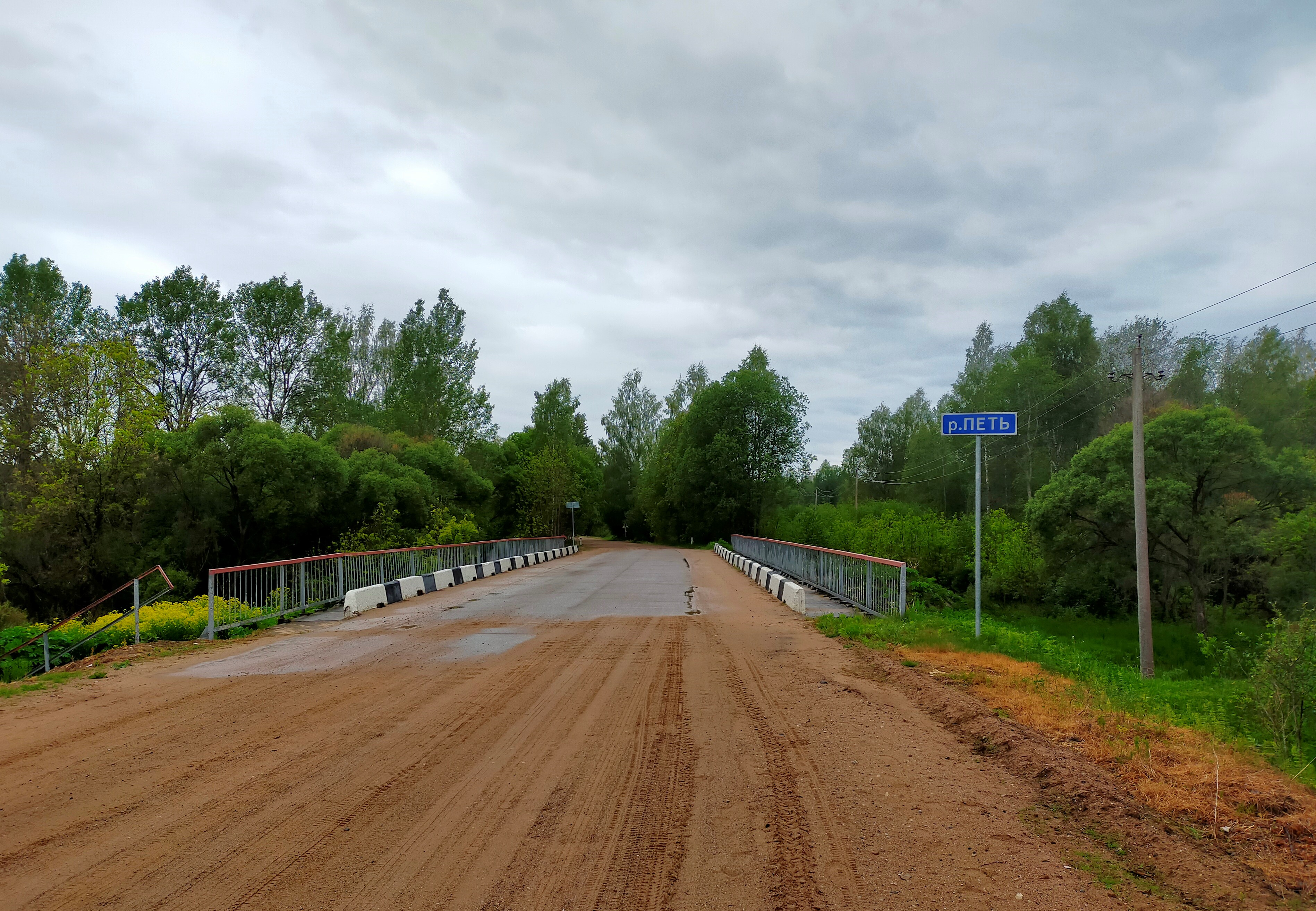
Мост через реку у деревни Васильевское

Петь — река в России, протекает по Пушкиногорскому району Псковской области. Устье реки находится в 150 км по левому берегу реки Великой. Длина реки — 18 км.
Исток Пети находится пятью километрами севернее озера Велье около деревни Купцево (Велейская волость). Генерально течёт в северо-восточном направлении, впадает в Великую возле деревни Васильевское (Новгородкинская волость).

## Данные водного реестра
По данным государственного водного реестра России относится к Балтийскому бассейновому округу, водохозяйственный участок реки — Великая. Относится к речному бассейну реки Нарва (российская часть бассейна).
Код объекта в государственном водном реестре — 01030000112102000028465.